# 아서 피들러

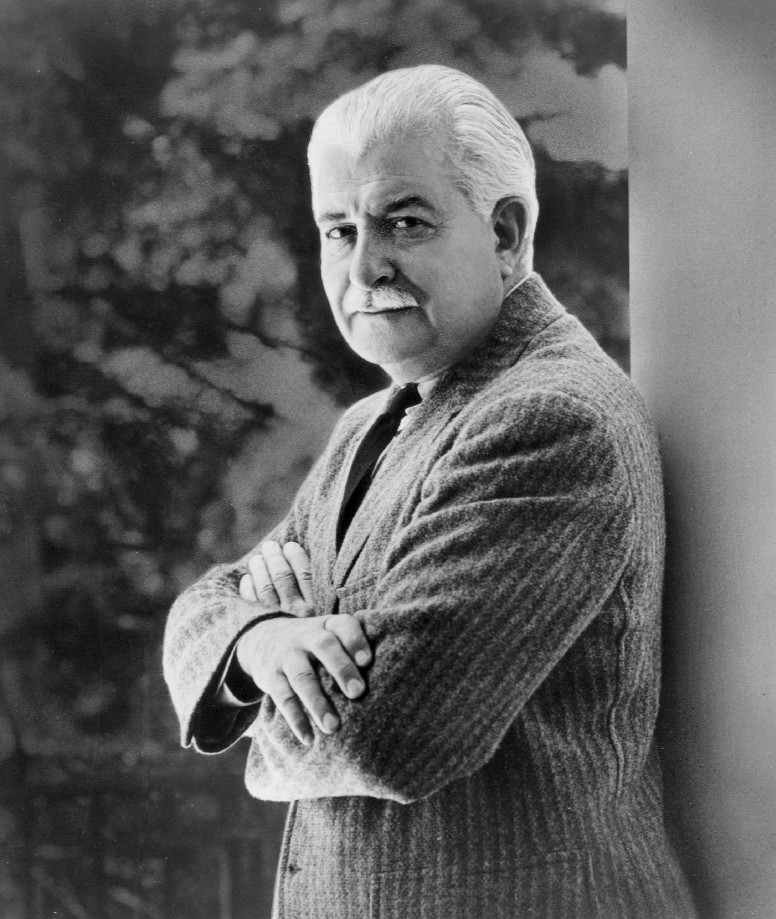
1968년

아서 피들러(Arthur Fiedler, 1894년 12월 17일 ~ 1979년 7월 10일)는 보스턴 팝스 관현악단의 지휘자로서 유명하다. 보스턴 태생으로, 베를린에서 배웠다. 보스턴 교향악단의 바이올린 주자로부터 1930년에는 보스턴 팝스의 상임지휘자가 되었다. 연주범위는 클래식 음악의 전체를 포함하며, 음악의 즐거움을 차분히 느끼게 해주는 연주를 하였다.